# Димитрије Јовановић
Димитрије Јовановић (Обрва код Краљева, 20. април 1949) српски је сатиричар и песник.

## Живот и стваралаштво
Рођен је у Обрви код Краљева од оца Петра и мајке Јелене, 1949. године. Дипломирао је филозофију на Филозофском факултету у Скопљу. Пише поезију, сатиру и преводи с македонског. Оснивач је и доживотни председник Краљевског сатиричног круга. Радио је у просвети и култури. Бавио се издаваштвом (Агенција за издавачку делатност "Брана Цветковић"). Био је први уредник опозиционог листа "Краљевачке новине", који је 1996. године излазио у Краљеву. Сада живи и не ради у Краљеву.
Добитник је прве награде на III светском фестивалу хумора и сатире »Златна кацига« у Крушевцу, 1995. године и друге награде за афоризам на II фестивалу афористичара Југославије у Сврљигу 1998. године. Заступљен је у лексикону „Ко је ко у српском хумору, сатири и карикатури“ (Ошишани јеж, Београд, 1998), антологији "Враг и шала - пола столећа српског афоризма" Витомира Теофиловића (Гутенбергова галаксија, Београд, 2000) и „Антологији мудрости“ Владимира Шојхера (Веће, Москва, 2007).

## Дела
Објавио је књиге:
- (П)освета, сатирични афоризми и епиграми, 1985.
- Блефери, сатирични афоризми и епиграми, 1986.
- Деда и змија, сатирична проза, 1987.
- Тешка ноћ, сатирични афоризми и епиграми, 1996.
- Тушта и тма, сатирична поезија, 1998.
- Крај душе, поезија, 1998.
- Деда и змија, друго и допуњено издање, 2002.
- Коцкарница идеала, сатирична поезија, 2002.
- Анђео љубави, антологија српске љубавне поезије (три издања) 2003, 2005, 2011.
- Анђео туге, антологија српске песимистичке поезије, 2003.
- У градском парку, поезија, 2003.
- Усамљености, поетска проза, 2005.
- Џукеле мира, сатирични афоризми, 2005.
- Преци, поезија, 2005.
- Пре него се све погаси, поезија, 2006.
- Пре вина[мртва веза], поезија, 2009.
- Пре него се све погази, сатирични афоризми, 2011.
- Дах предака, поезија, 2011.
- Усамљености II, поетска проза, 2011.
- Још кад би писци престали да пишу, сатирични афоризми, 2011.
- Па шта, сатирична поезија, 2011.
- Равње, поема, 2013.
- Проклетство наде, поезија, 2014.

## Реч критичара
"Да ли је Димитрије Јовановић ималац мајсторског песничког писма? Ја мислим да јесте.
Да ли његова поезија, у свој својој очишћености, у свој својој сведености на суштину, чак и без (не)потребних песничких украса - јесте добра поезија? Ја мислим да јесте.
Да ли је песнику, имаоцу мајсторског писма, потребан тумач (читај - критичар, објашњавач онога о чему је, како и зашто писао?) Ја мислим да није.
Зашто онда ово ја пишем? Зато јер/како нема/праве чаше/тако ни песме праве/нема/него лутање само/из/сна у сан/ - па је потребно да неко (макар то био и ја, последњи од свију, прегрешан и сасвим недостојан) - пожели Димитрију да му лутање из сна у сан никада не престане. На радост свих нас. Да имамо шта читати и над чим се замислити. Да се милом Богу помолимо да и наша реч буде тако шкрта, а да тако јечи, зрачи и значи." - Милош Јанковић
"Једина могућа песникова позиција у модерном свету је "сам против свих" и Јовановић је један од освајача те језиве шампионске титуле. Личности као што је Јовановић, кукавички шутој српској књижевности, увелико недостаје. Његовој поезији се може што-шта приговорити, али она ретко када виси у празном: има свој, "као крв неопходан" разлог, јер је одговор. И - јер је духовна вертикала моста - од предака ка потомцима. - Владимир Јагличић
"Ова збирка је истински концентрат интоксикацијских концентрата екстазе - обиље духа и речи, уздаха и слова - тако ретка у свакој поезији, готово потпуно одсутна у савременом поетском писму! Многе од ових песама су препуне дословно несварљиве лепоте - тотем духа љубави - тог последњег непораженог ратника на страни људске слободе у рату против глобалне деперсонализације." - Ferid Muhić

## Десет одабраних афоризама
1. Тупаџије највише шиље.
2. Нисам кукавица иако пазим где подмећем јаја.
3. Овангарда је на челу оваца.
4. Пси рата су племенита раса у односу на џукеле мира!
5. Овог пута смо поред мотке усрали и заставу!
6. Не вреди оштрити оловку кад је мисао тупа.
7. У скупштини свака клупа је магарећа.
8. Ко пије зло не мисли! Ко мисли не трезни се!
9. Много је Срба изгинуло, али зато ово што је остало не вреди ништа.
10. Мајмуни немају отаџбину![4]